# 北塔布莱鲁
北塔布莱鲁（葡萄牙語：Tabuleiro do Norte）是巴西塞阿拉州的一个市镇。总面积861.94平方公里，总人口28181人，人口密度32.7人/平方公里。